# صياد السمك بلايث
صياد السمك بلايث (الاسم العلمي: Alcedo hercules) هو طائر ينتمي إلى رفراف النهر (فصيلة: Alcedinidae).